# Proof
DeShaun Dupree Holton, (2. října 1973 Detroit, Michigan – 11. dubna 2006 Detroit, Michigan) známý spíše jako Proof, byl hip hopový umělec a zakladatel rapové skupiny D12 a 5 Elementz.

## Počátky kariéry
Ačkoliv se do širšího povědomí dostal až jako člen skupiny D12, byl úspěšný již před vznikem této skupiny. Mezi nejpamátnější události z té doby patří vítězství na freestyle soutěžích The Source's Unsigned Hype Column v roce 1998 a na Blaze Battle v témže roce. Odbyl si taktéž svoji televizní premiéru, když se objevil ve videoklipu R&B zpěvačky Aaliyah – Age Ain't Nothing But a Number, který pochází z jejího stejnojmenného debutového. V roce 2000 se Derty Harry zúčastnil turné Up In Smoke (Dr. Dre, Ice Cube, Snoop Dogg, Eminem), kde se objevoval na pódiu po boku svého kamaráda Eminema. Velký vzestup jeho kariéry započal v roce 2001, kdy jemu a skupině D12 vyšlo ve vydavatelství Interscope Records debutové album Devil's Night. Před vydáním druhého alba D12 v roce 2004 (D12 World), se vydal s Eminemem na světové turné Anger Management Tour a také si zahrál v Eminemově částečně autobiografickém snímku 8. míle. Ačkoliv si jeho postavu v tomto filmu zahrál herec Mekhi Phifer, on sám se objevil jako jeden ze soutěžících na freestyle battle.

## Sólo kariéra
Svoji debutovou desku I Miss the Hip Hop Shop vydal v roce 2004. Album, na kterém můžeme například najít Dogmatica či producenta DJ Premiera, se setkalo s celkem kladnou kritikou. Již následující rok spatřilo světlo světa jeho druhé album, podle odborníků jedno z nejlepších alb roku 2005, Searching for Jerry Garcia. Přehled účinkujících na albu byl nabitý hvězdami jako jsou Nate Dogg, Obie Trice, B-Real, 50 Cent, Method Man a mnoho dalších. Chybět samozřejmě nemohla jeho vlastní skupina D12. Album vyšlo stejně jako jeho předchozí album na jeho vlastním labelu Iron Fist Records. On sám kdysi prohlásil, že nechce vydávat pod Eminemovou nahrávací společností Shady Records nebo Dreho Aftermath, jelikož si chtěl postavit vlastní label a dokázat to bez cizí pomoci.
Album Searching for Jerry Garcia pojmenoval podle zesnulého frontmana skupiny Grateful Dead Jerryho Garcii, který již byl v roce vydání alba deset let po smrti. Album nelámalo rekordy v prodejnosti, ale kritika na něj byla maximálně pozitivní. Proof prohlásil pár dní po vydání alba pro SOHH.com: "Chci, aby lidé řekli, že jsem byl skutečný umělec. Že jsem to dělal nejlépe a že jsem zůstal věrný hip hopovým kořenům. A chtěl bych, aby lidé věděli, že jsem to dělal z lásky, ne pro žebříčky hitparád"
Jeho poslední nahrávka byla pro Detroitskou skupinu Twiztid a jejich nové album Independents Day - jmenovala se How I Live. Nahrávka byla pořízena jen týden před tím, než tragicky zemřel.

## Smrt
Zemřel 11. dubna 2006, když byl v půl páté ráno v klubu CCC střelen zbraní do hlavy. K incidentu v detroitském klubu na 8 Mile Road došlo při hře kulečníku, když se podle svědků zapletl do hádky s Keithem Benderem Jr. Podle koronera on sám vzal svoji zbraň a několikrát s ní praštil Bendera do obličeje a pak ho střelil do hlavy. Vzápětí jej však zezadu střelil do hlavy Mario Etheridge, což byl Benderův bratranec. Okamžitě byl převezen do nemocnice, kde byla po přívozu konstatována smrt. 19. dubna se konal pohřeb, kterého se zúčastnilo několik tisíc přátel a fanoušků. Před lidi předstoupili s projevem i Eminem a Obie Trice.

## Diskografie

### Alba
- 2004 I Miss the Hip Hop Shop
- 2005 Searching for Jerry Garcia

### Mixtapy
- 1996 W.E.G.O.
- 1996 Anywhere
- 2002 BigProof.Com Online Mixtape
- 2005 Grown Man Shit Mixtape
- 2006 Hand 2 Hand Mixtape

### 5 Elementz Alba
- 1996 Yester Years EP
- 1998 The Album That Time Forgot
- 1998 5-E Pt. 3